# Átalakulás (sakk)
Az átalakulás vagy átváltozás a sakkban a gyalog különleges képessége. A gyalog az egyetlen figura, amely nem léphet visszafelé. Amennyiben a gyalog eléri az ellenfél alapsorát (tehát a világos a 8. sort, a sötét pedig az 1. sort), a játékot tisztként folytatja. 
A játékos szabadon eldöntheti, hogy az új tiszt vezér, bástya, futó vagy huszár legyen-e. Általában a vezért szokás választani, mivel az a legerősebb figura. Lehetséges azonban, hogy a játékhelyzet miatt más átalakulás a kívánatosabb (ezt minor-átalakulásnak nevezik). Ennek leggyakoribb esete a huszárrá változás, mivel ez az egyetlen figura, amelynek lépésére a vezér nem képes. Bástyává vagy futóvá átalakulni akkor szokás, ha az új vezér megjelenése patthelyzetet eredményezhet.
Az átalakulás kötelező és azonnali, sakk is adható ily módon. Amennyiben a választott figurát már leütötték, akkor arra cserélik ki a gyalogot. Ha nincs megfelelő leütött figura, többféle megoldás lehetséges: jobb sakk-készletekhez tartoznak pótvezérek, átvehetnek bábukat más sakk-készletből vagy valamilyen más jelölést használnak (pl. leütött bástya a tetejére fordítva). Számítógépes sakkban ilyen probléma nem áll fenn, hiszen ott a program kicseréli a gyalogot.
Amatőr játékosok körében gyakori félreértelmezés, hogy az átalakulás csak leütött figurák visszavételére alkalmazható. (A játék ez esetben még nem feltétlenül szabálytalan, csak akkor, ha leütött tiszt hiányában nem megy végbe azonnal az átalakulás; ugyanakkor ily módon játékos esetleg nem használja ki a szabályok adta lehetőségeket.) Valójában akármilyen tiszt választható, így egy játékosnak elméletileg akár kilenc vezére, vagy tíz bástyája, futója, huszárja is lehetne. Természetesen ilyen extrém eset a gyakorlatban nem fordul elő.